# Egaenus amanensis
Egaenus amanensis is een hooiwagen uit de familie echte hooiwagens (Phalangiidae).